# São José da Coroa Grande (kommun)
São José da Coroa Grande är en kommun i Brasilien.   Den ligger i delstaten Pernambuco, i den östra delen av landet, 1 600 km nordost om huvudstaden Brasília. Antalet invånare är 18 172.
Följande samhällen finns i São José da Coroa Grande:
- São José da Coroa Grande

Omgivningarna runt São José da Coroa Grande är en mosaik av jordbruksmark och naturlig växtlighet.